# Kelliai Szent Izsák
Kelliai Szent Izsák (? – 407 után) szentként tisztelt ókeresztény egyiptomi remete, az úgynevezett sivatagi atyák egyike.
Fiatal korában Kroinosz remete tanítványa volt Nitriában, majd Pherméi Szent Theodóroszé lett. Lehetséges, hogy Izsákot is száműzte 400-ban I. Teofil alexandriai püspök az órigenista-vita kapcsán számkivetésbe küldött más szerzetesekkel együtt. Annyi bizonyos, hogy 407 táján még életben volt.
A kopt egyház szentként tiszteli, és Basansz hónap 19. napján üli ünnepét.

## Lásd még
- Ortodox szentek listája
- Sivatagi atyák